# Markušovce
Markušovce (deutsch Marksdorf, ungarisch Márkusfalva – älter auch Markusfalu) ist eine Gemeinde in der Slowakei und liegt in der Zips.
Zu ihr gehört der nach 1877 eingemeindete Ort Štefanovce (deutsch Stephansdorf/Tschepensdorf/Tschepansdorf, ungarisch Csépanfalu), das zeitweilig zum gesonderten „Kleinen Komitat“ des Stuhls der zehn Lanzenträger gehörte, danach zum Komitat Zips, beide Komitate lagen in der historischen Landschaft Zips.
Markušovce wird zu einem bedeutenden Teil von Roma bewohnt, unter denen eine hohe Erwerbslosenrate besteht und die meist in ärmlichen Verhältnissen leben.
Der Fernsehfilm Zigeuner, ein Dokumentarfilm des Hessischen Rundfunks, zeigt das Leben der verarmten Roma in der Gemeinde.

## Kultur

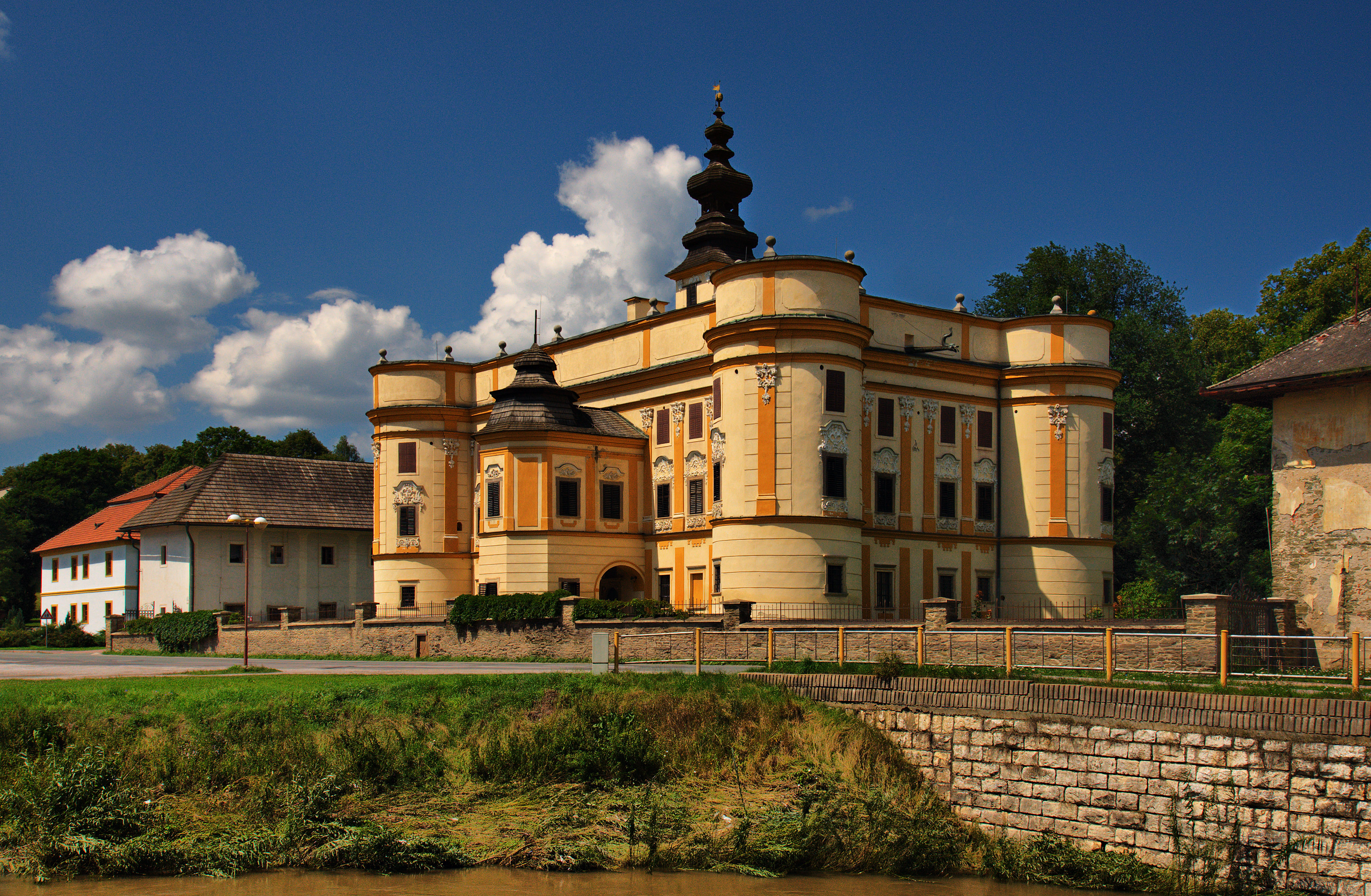
Schloss im Ort

## Bevölkerung
| Jahr                | 1994 | 2004     | 2014     | 2024     |
| ------------------- | ---- | -------- | -------- | -------- |
| Anzahl der Personen | 2835 | 3533     | 4252     | 4843     |
| Unterschied         |      | +24,62 % | +20,35 % | +13,89 % |

| Jahr                | 2023 | 2024    |
| ------------------- | ---- | ------- |
| Anzahl der Personen | 4796 | 4843    |
| Unterschied         |      | +0,97 % |